# Elpidia Carrillo
Elpidia Carrillo (Parácuaro (Michoacán de Ocampo), 16 augustus 1961) is een Mexicaanse actrice.

## Biografie
Carrillo werd geboren in Parácuaro, een plaats in de staat Michoacán de Ocampo van Mexico.
Carrillo is actrice in zowel US-Amerikaanse als Latijns-amerikaanse films. Carrillo begon in 1977 met acteren in de film Deseos. Hierna heeft zij nog meerdere rollen gespeeld in films en televisieseries zoals Salvador (1986), Predator (1987), Predator 2 (1990), Solaris (2002), Nine Lives (2005) en Seven Pounds (2008).

## Filmografie

### Films
Selectie:
- 2023 Blue Beetle - als Rocio Reyes
- 2020 The Tax Collector - als Janet
- 2008 Seven Pounds – als Connie
- 2005 Nine Lives – als Sandra
- 2002 Solaris – als vriendin
- 2000 Bread and Roses – als Ros
- 1995 My Family – als Isabel Magaña
- 1990 Predator 2 – als Anna (cameo)
- 1987 Predator – als Anna
- 1986 Let's Get Harry – als Veronica
- 1986 Salvador – als Maria
- 1982 The Border – als Maria
- 1978 Pedro Páramo – als Isabel

### Televisieseries
Uitgezonderd eenmalige gastrollen.
- 2018-2021 Mayans M.C. - als Vicki - 6 afl.
- 2019 Euphoria - als Sonia - 2 afl.
- 2014-2015 Nashville - als Linda Brenner - 3 afl.
- 2003 Kingpin – als Lupita – 2 afl.
- 1985 Christopher Columbus - als Coana - 4 afl.

- Bibsys: 4078455
- Bibliothèque nationale de France: cb13928334m (data)
- Gemeinsame Normdatei: 173649378
- International Standard Name Identifier: 0000 0001 2276 5336
- Library of Congress Control Number: nr2002017481
- Nationale Bibliotheek van Tsjechië: xx0151892
- Nationale Bibliotheek van Israël: 987007425823805171
- Système universitaire de documentation: 079979440
- Virtual International Authority File: 12494226
- WorldCat: E39PBJjhxGC6YVdXwxCg3kYQMP